# Valmobile

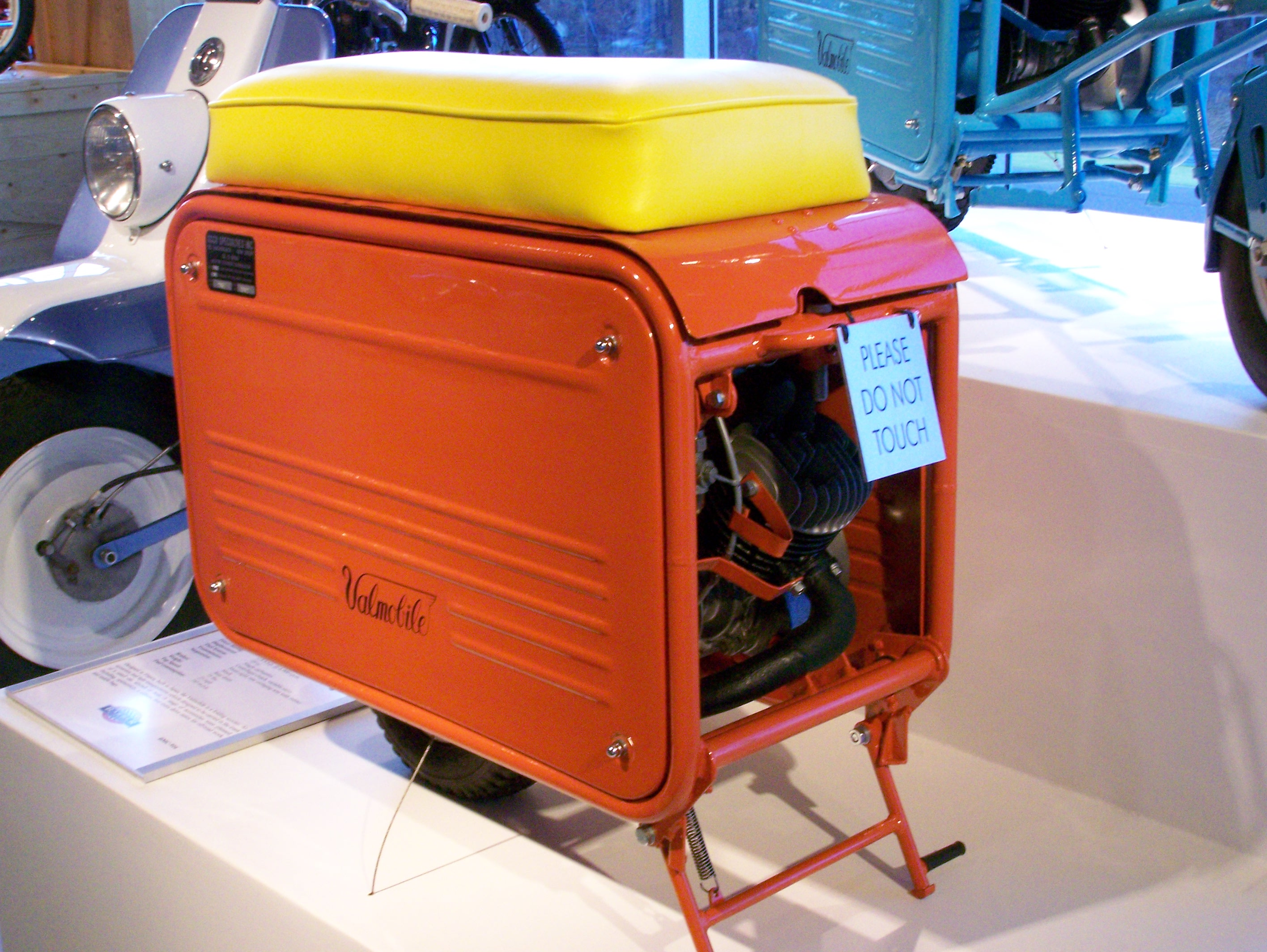
ingepakt...

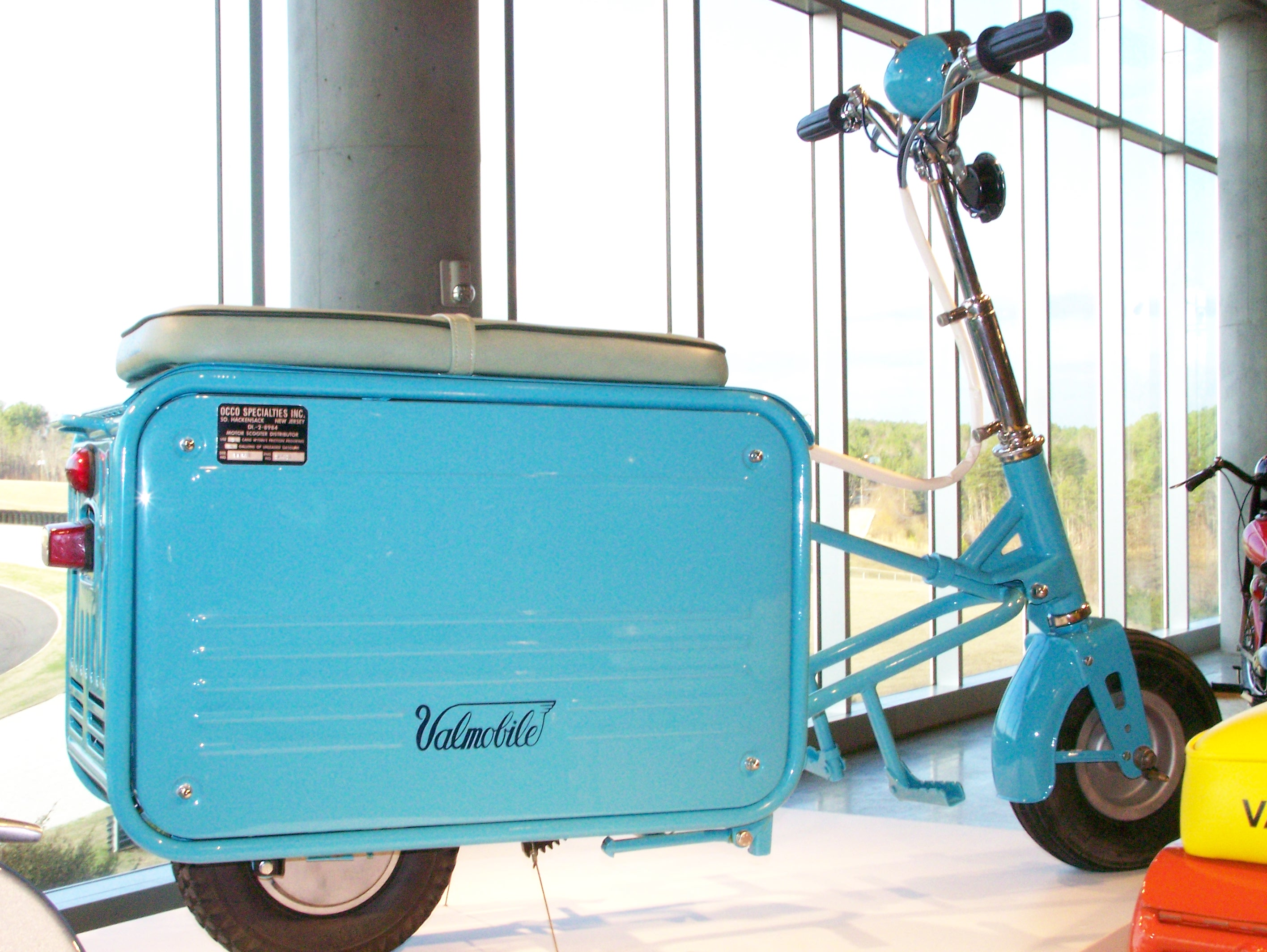
uitgepakt...

Valmobile was een Frans merk dat in 1954 een 125 cc vouwscooter leverde.
De bedrijfsnaam was Martin Moulet, Bagnolet (1954-?
De vouwscooter werd in 1952 ontwikkeld door Victor-Albert Bouffort. Hij vroeg in dat jaar patent aan. De scooter had het model van een grote koffer, waaruit een voorvork stak. De machine werd dan ook "la valise mobile" (de mobiele koffer) genoemd.
In 1953 was een eerste prototype met een 60 cc Alter-motortje gereed. Nog in hetzelfde jaar werd dit vervangen door een 98 cc Villiers-motor. Deze scooter woog 40 kg en had een topsnelheid van 65 km/uur.
In 1954 nam de firma Martin-Moulet uit Bagnolet de productie ter hand. Nu werd er een 50 cc Martin-Moulet- motor gemonteerd. Er werden ook 98- en 125 cc-modellen leverbaar. De productie eindigde waarschijnlijk in 1956.
Het Japanse merk Hirano bouwde de Valmobile-scooter in licentie.